# Consistórios de Júlio III
O Papa Júlio III (1550-1555) criou vinte novos cardeais em quatro consistórios

## 30 de maio de 1550
1. Innocenzo Ciocchi del Monte † 3 de novembro de 1577

## 12 de outubro de 1550
1. George Martinuzzi , OSPPE † 17 de dezembro de 1550

## 20 de novembro de 1551
1. Cristoforo Guidalotti Ciocchi del Monte † 27 de outubro de 1564
2. Fulvio Giulio della Corgna, OSIo.Hieros. † 4 de março 1583
3. Giovanni Michele Saraceni  † 27 de abril de 1568
4. Giovanni Ricci † 3 de maio de 1574
5. Giovanni Andrea Mercurio † 2 de fevereiro de 1561
6. Giacomo Puteo † 26 de abril de 1563
7. Alessandro Campeggio † 21 de setembro de 1554
8. Pietro Bertani, OP † 8 de março de 1558
9. Fabio Mignanelli † 10 de agosto de 1557
10. Giovanni Poggio † 12 de fevereiro de 1556
11. Giovanni Battista Cicala † 7 de abril de 1570
12. Girolamo Dandini † 4 de dezembro de 1559
13. Luigi Cornaro, OSIo.Hieros. † 10 de maio de 1584

### in pectore
1. Sebastiano Antonio Pighini (publicado em 30 de maio de 1552) † 23 de novembro de 1553

## 30 de maio de 1552

### RevelaçãoIn pecture
1. Sebastiano Antonio Pighini, (in pectore 20 de novembro de 1551) † 23 de novembro de 1553

## 23 de dezembro de 1553
1. Pietro Tagliavia d'Aragonia † 5 de agosto de 1558
2. Luís I de Guise † 28 de março de 1578
3. Roberto de 'Nobili † 18 de janeiro de 1559
4. Girolamo Simoncelli † 22 de fevereiro de 1605